# Gyldenär
Gyldenär var en svensk adelsätt vars flesta medlemmar bodde i Finland. Ätten introducerades aldrig på Finlands Riddarhus, och avskrevs 1875 som utdöd på det svenska riddarhuset, men kan i Finland möjligen fortleva i allmogestånd. 
Johan Gyldenär, adlades Gyldenär, och erhöll 1622-03-14 Storhoplaks, Mäkkylä och Kilo i Esbo socken i Nylands län samt Näse gård i Bjärnå socken i Åbo län i Finland mot försträckningar, som han gjort kronan, och uppförde Alberga säteri i Storhoplaks by, samt fick därpå evärdligt frälse 1624.  
Innehade 1624 med panträtt Näs kungsgård i Bjärnå socken, men överlät 1628 sin rätt till Brita De la Gardie. Avstod 1628-01-18 Mäkkylä mot Träskända i samma socken. Adlad 1646-11-16, och introducerad 1650 under nr 388. Major vid Viborgs läns infanteriregemente 1647-11-19. Erhöll stadfästelse på sina frälsegods 1648-07-28. Var 1656 och ännu 1658 kommendant på Vargskärs skans vid Helsingfors. Deltog bland adeln i ständernas landskapsmöte i Helsingfors 1657. Avsked 1664-10-15 med bibehållande av majorslön. Beviljades genom kungligt brev 1681-04-19 i handpenningar 200 daler smt och var då »en man inemot 88 år gammal». Död 1685. Gift med Helena (Elin) Horn af Kanckas, levde 1678, men var död 1683 och liksom mannen ännu 1705 obegraven, dotter av riksrådet Arvid Horn af Kanckas, och Ingeborg Ivarsdotter (Stiernkors). 
Carl Christian Gyldenär var 1758–1759 förbandschef vid Österbottens infanteriregemente.